# الحركية الدوائية للإستراديول
يهتم علم الأدوية الخاص بالإستراديول (دواء إستروجيني وهرمون ستيرويدي يُنتج طبيعيًا) بدراسة ديناميكيته وحركيته الدوائية إضافةً إلى طرق تعاطيه المختلفة.
الإستراديول مركب إستروجيني ينتج طبيعيًا ويستخدم في المعالجة الهرمونية المعيضة للإستروجين أو ناهضًا لمستقبلاته، وهي المستهدفات الحيوية للإستروجينات التي ينتمي إليها الإستراديول داخلي الصنع. يملك الإستراديول تأثيرًا مضادًا لموجهة الغدة التناسلية بسبب نشاطه الإستروجيني، فيثبط الخصوبة ويمنع إنتاج الهرمونات الجنسية لدى الجنسين. يختلف الإستراديول عن المركبات غير المطابقة حيويًا للإستروجين مثل هرمونات الإستروجين المقترنة والإثينيل إستراديول بنواح عديدة، ويترتب على ذلك اختلاف في التحمل والسلامة الدوائية.
يمكن تناول الإستراديول عن طريق الفم أو إعطاؤه تحت اللسان أو على شكل هلام أو لصاقة تطبق على الجلد، أو عبر المهبل، أو عن طريق الحقن العضلي أو في النسيج الدهني، أو من خلال استخدام غرسة توضع في النسيج الدهني إضافةً إلى طرق أخرى.

## طرق إعطاء الإستراديول
يوجد طرق متنوعة لإعطاء الإستراديول منها الطريق الفموي والشدقي وتحت اللسان والأنفي والحقن داخل الأدمة (مواد هلامية، كريمات، لصاقات جلدية) والطريق المهبلي (أقراص، كريمات، حلقات، تحاميل) وعبر المستقيم وحقنًا عضليًا أو تحت الجلد (بعد خلطه بالزيت أو بمحلول مائي)، والغرسة تحت الجلد.
تدرس الحرائك الدوائية للإستراديول التوافر البيولوجي للدواء واستقلابه والعمر النصفي البيولوجي ومعايير أخرى تختلف باختلاف طرق تعاطي الدواء. تختلف فعالية الإستراديول وتأثيراته الموضعية على بعض أنسجة الجسم -لا سيما الكبد- باختلاف طرق تعاطي الدواء أيضًا.
يخضع الطريق الفموي على وجه الخصوص لتأثير مرور أولي عالٍ، ما يعرض الكبد لمستويات مرتفعة من الإستراديول وتأثيرات إستروجينية جانبية، وتنقص فعالية الدواء نتيجة مروره الأولي عبر الكبد واستقلابه المعوي إلى مستقلبات مثل هرمونات الإسترون وقرائن الإستروجين. لا ينطبق ذلك على أخذ الدواء حقنًا (الطريق غير الفموي)، إذ يدخل الدوران دون المرور بالكبد والأمعاء.
قد تتباين مستويات الإستراديول الجائل وفق طرق تناوله ومقدار جرعته (انظر الجدول أدناه). للمقارنة مع الحالات الفسيولوجية الطبيعية، نأخذ مستوى الإستراديول الجائل في أثناء الدورة الشهرية لدى النساء قبل سن الضهي مثالًا، إذ يبلغ 40 بيكوغرام/مل في مرحلة الطور الجريبي الباكر، وَ250 بيكوغرام/مل منتصف الدورة الشهرية، و100 بيكوغرام/مل منتصف الطور الأصفري، وتتراوح المستويات الوسطية المتكاملة للإستراديول الجائل لدى النساء قبل سن الضهي خلال جميع مراحل الدورة الشهرية بين 80-150 بيكوغرام/مل وفقًا لبعض المصادر.
تنخفض مستويات الإستراديول الجائل لدى النساء بعد سن الضهي إلى ما دون 15 بيكوغرام/مل. يرتفع إنتاج الإستروجين في أثناء الحمل الطبيعي تدريجيًا ليبلغ مستويات مرتفعةً جدًّا، إذ تتراوح مستويات الإستراديول في فترة الحمل بين 1,000 وَ40,000 بيكوغرام/مل، لتبلغ في تمام الحمل 25,000 بيكوغرام/مل وسطيًا، وتصل لدى بعض النساء إلى مستويات عالية قد تبلغ 75,000 بيكوغرام/مل.

## الأشكال الصيدلانية المتاحة من الإستراديول
| الأسماء التجارية   | الجرعة                                             | الشكل الدوائي | المادة الدوائية      | طريقة الإعطاء |
| إستراس، أوفوسيكلين | 0.1, 0.2, 0.5, 1, 2, 4 mg                          | أقراص         | إستراديول            | فمويًا         |
| بروغينوفا          | 0.5, 1, 2, 4 mg                                    | أقراص         | إستراديول فاليرات    | فمويًا         |
| كليمارا، فيفل      | 14, 25, 37.5, 50, 60, 75, 100 µg/d                 | لصاقة         | إستراديول            | عبر الجلد     |
| إلسترين، إستروجل   | 0.06% (0.52, 0.75 mg/pump)                         | مضخة هلام     | إستراديول            | عبر الجلد     |
| ديفيجل، ساندرينا   | 0.1% (0.25, 0.5, 1.0 mg/pk.)                       | عبوة هلام     | إستراديول            | عبر الجلد     |
| إستراسورب          | 0.25% (25 µg/pouch)                                | مُستحلب        | إستراديول            | عبر الجلد     |
| إيفاميست           | 1.53 mg/spray                                      | بخاخ (رذاذ)   | إستراديول            | عبر الجلد     |
| فاجيفيم            | 10, 25 µg                                          | أقراص         | إستراديول            | مهبليًا        |
| إستراس             | 0.01% (0.1 mg/gram)                                | كريم          | إستراديول            | مهبليًا        |
| إمفيكسي            | 4, 10 µg                                           | تحاميل مهبلية | إستراديول            | مهبليًا        |
| إسترينغ            | 2 mg/ring (7.5 µg/d, 3 mon.)                       | حلقة          | إستراديول            | مهبليًا        |
| فيمرينغ            | 50, 100 µg/d, 3 months                             | حلقة          | إستراديول أسيتات     | مهبليًا        |
| جوفنيوم إي         | 1 mg/mL                                            | جزيئات مجهرية | إستراديول            | حقنًا          |
| بروجينون-بي        | 0.167, 0.2, 0.333, 1, 1.67, 2, 5, 10, 20, 25 mg/mL | محلول زيتي    | بنزوات الإستراديول   | حقنًا          |
| ديبو-إستراديول     | 1, 3, 5 mg/mL                                      | محلول زيتي    | سيبيونات الإستراديول | حقنًا          |
| بروجينون ديبوت     | 5, 10, 20, 40 mg/mL                                | محلول زيتي    | إستراديول فاليرات    | حقنًا          |
| غرسات إستراديول    | 20, 25, 50, 100 mg, 6 mon                          | حُبيبة         | إستراديول            | غرسة          |

## الإعطاء بالطريق الفموي

### الامتصاص والتوافر الحيوي
إن التوافر الحيوي للإستراديول عند إعطائه بالطريق الفموي منخفض جدًا، لأنه ضعيف الانحلال بالماء ما يحد من ذوبانه وامتصاصه ويعرضه لاستقلاب شديد خلال مروره الأول بالأمعاء والكبد. يمكن تعزيز التوافر الحيوي للدواء وزيادة فعاليته بتقليل حجم جسيمات الإستراديول (التنعيم) و/أو قرنه مع الإستر لإنتاج مركبات مثل إستر فاليرات أو إستراديول أسيتات. يُنقص التنعيم من حجم جسيمات بلورات الإستراديول ويزيد بالتالي من السطح المعرض للامتصاص، وهذا يرفع معدل الامتصاص ومقداره، ويزيد الاستقرار الاستقلابي أيضًا. يتألف الإستراديول المُنعم من جسيمات إستراديول بقياس أقل من 20 ميكرومترًا بنسبة 80%، وقد تصل إلى نحو 1-3 ميكرومترات وسطيًا. تتوافر جميع الأشكال الدوائية للإستراديول اليوم بشكل منعم، ومنها أقراص إستراديول فاليرات.
لا توجد دراسات تقارن مركبات الإستراديول الفموية المنعمة مع غير المنعمة بشكل مباشر، لكن دُرس كل منهما على حدة. أظهرت النتائج أن هذه المركبات تملك تأثيرًا إستروجينيًا هامًا. وُجد أن تنعيم الستيروئيدات الأخرى ضعيفة الانحلال في الماء مثل السبيرونولاكتون والنوريثيستيرون أسيتات يزيد من فعاليتها عدة أضعاف. أظهرت الدراسات أن مقدار الإستراديول الفموي اللازم لتكاثر بطانة الرحم يبلغ 60 مغ من الإستراديول المنعم، بينما يصل إلى 120-300 مغ أو أكثر من الإستراديول غير المنعم، لذا يبدو أن التنعيم يزيد فعليًا من تأثير الإستراديول الفموي.
قارنت إحدى الدراسات أحجامًا مختلفةً لجسيمات الإستراديول المنعم. وُجد أن تحضير الدواء بأصغر حجم ممكن (أقل من 0.6 ميكرومول) يرفع الامتصاص والتوافر الحيوي إلى مستوياته العليا، لكن لوحظ حدوث ذروة في مستويات الإستراديول دون ترافقه مع ارتفاع مستويات الإسترون في أول ساعتين من استخدام هذه الجسيمات الصغيرة. اقترح الباحثون أن جسيمات الإستراديول الأصغر دخلت عبر الجهاز اللمفي متجاوزةً استقلاب المرور الأول في الكبد جزئيًا، وهذا أدى إلى ارتفاع مستويات الإستراديول البدئية. وجدت الدراسات أن امتصاص المستحضرات الحاوية على أحجام جسيمية أكبر (أقل من 3.5 ميكرومتر وأقل من 20 ميكرومتر) أكثر بطئًا، ولا ينتج عنها ذروة بدئية لمستويات الإستراديول. كانت مستويات الإستراديول مشابهةً للمستويات الفسيولوجية عند استخدام هذه الحجوم. لم تظهر اختلافات كبيرة في المساحة تحت المنحني (إيه يو سي) لمستويات الإستراديول عند استخدام أحجام جسيمات مختلفة، وبذلك نرى أن التنعيم قد يعزز الامتصاص دون أن يرفع الفعالية العلاجية بالضرورة.
يُمتص الإستراديول المنعم سريعًا وبشكل كامل عند إعطائه الفموي، وهذا ينطبق على الجرعات الفموية 2 مغ و4 مغ، لكن الجرعة 8 مغ أبدت نقصًا في الامتصاص. وصل التوافر الحيوي في هذه الجرعة إلى 76% فقط من المستوى المتوقع بناءً على نسبة الجرعة ومستويات المساحة تحت المنحني، ما يشير إلى انحراف بسيط عن العلاقة الخطية. يبلغ التوافر الحيوي المطلق للإستراديول المنعم الفموي 5% تقريبًا، وتقع قيمه في المجال بين 0.1% و12%، بالتالي يكون التوافر الحيوي للشكل الفموي للإستراديول منخفضًا جدًا حتى مع التنعيم. هناك اختلاف بين الأفراد في مستويات الإستراديول بعد الإعطاء الفموي، وهذا يرتبط بتأثير المرور الأول للمركب. ذكرت الدراسات أن هذا الاختلاف يتراوح بين 28% و127%، أي نحو 4.6 أضعاف الاختلاف الأعظمي بين الأفراد في متوسط مستويات المساحة تحت المنحني للإستراديول.
وجدت الدراسات أن إعطاء جرعة إستراديول منعم فموية 1 مغ/يوم للنساء بعد سن الضهي ينتج عنه مستويات دورانية تبلغ 30-50 بيكو غرام/مل من الإستراديول و150-300 بيكو غرام/مل من الإسترون، بينما ينتج عن تناول جرعة 2 مغ/يوم مستويات دورانية بين 50-180 بيكوغرام/مل من الإستراديول و 300-850 بيكوغرام/مل من الإسترون. وجدت دراسة حول الإستراديول المنعم الفموي لدى النساء المتحولات جنسيًا أن مستويات الإستراديول الوسطية الناجمة عن إعطاء جرعة في المجال 1-8 مغ/يوم بلغت نحو 50 بيكوغرام/مل لجرعة 1 مغ/يوم و100 بيكوغرام/مل لجرعة 4 مغ/يوم و150 بيكوغرام/مل لجرعة 8 مغ/يوم مع وجود تنوع كبير بين الأفراد.
في دراسة أخرى، استقرت مستويات الإستراديول الوسطية عند 180 بيكوغرام/مل عند استخدام الجرعة الفموية 4 مغ/يوم و265 بيكوغرام/مل عند استخدام الجرعة الفموية 6 مغ/يوم. وجدت دراسة استُخدمت فيها جرعات عالية إلى عالية جدًا من الإستراديول المنعم الفموي لدى نساء بعد سن الضهي أن مستويات الإستراديول في حالة الاستقرار بلغت 300 بيكوغرام/مل لجرعة 6 مغ/يوم و2,400 بيكوغرام/مل لجرعة 30 مغ/يوم.